# Nazionale maschile di rugby a 7 delle Figi
La nazionale di rugby a 7 delle Figi è la selezione che rappresenta le Figi a livello internazionale nel rugby a 7.
La nazionale figiana è tradizionalmente una delle nazionali più note e prestigiose del sevens. Partecipa regolarmente a tutti i tornei delle World Rugby Sevens Series, alla Coppa del Mondo di rugby a 7 e ai Giochi del Commonwealth. Tra i loro principali successi i figiani vantano due Olimpiadi, vinte nel 2016 e nel 2020, e due Coppe del Mondo (1997 e 2005), oltre a quattro World Rugby Sevens Series.
Tra i giocatori figiani entrati nella storia di questa variante del rugby figura "The King of Sevens" Waisale Serevi, introdotto nel 2013 nella IRB Hall of Fame per il suo contributo alla crescita e notorietà del rugby a 7.
Vincendo la prima storica edizione del torneo olimpico di rugby a 7, disputato durante i Giochi di Rio de Janeiro 2016, la nazionale figiana ha anche conquistato la prima medaglia olimpica in assoluto per le Figi dopo 16 presenze alle Olimpiadi. Imbattuti in tutte le partite del torneo, i figiani hanno sconfitto nettamente in finale la Gran Bretagna col punteggio 43-7. Per celebrare lo storico risultato, la Banca nazionale delle Figi ha emesso in serie limitata una banconota celebrativa da 7 dollari e monete del valore di 50 cent che raffigurano tutta la squadra.
Ripete il risultato alle olimpiadi del 2020 di Tokyo, superando in finale i campioni del mondo in carica della Nuova Zelanda per 27-12, vincendo il secondo oro consecutivo nonché la seconda medaglia olimpica in assoluto per le isole Figi. A Parigi 2024, invece, la selezione conquista la medaglia d'argento, venendo sconfitta in finale dalla selezione di casa della Francia per 28-7 (prima sconfitta in assoluto per le Figi alle Olimpiadi).

## Palmarès
- Giochi olimpici

Rio de Janeiro 2016: medaglia d'oro
Tokyo 2020: medaglia d'oro
Parigi 2024: medaglia d'argento
- Coppa del Mondo di rugby a 7: 3

1997, 2005, 2022
- World Rugby Sevens Series: 4

2005-06, 2014-15, 2015-16, 2018-19
- Giochi mondiali

Akita 2001: medaglia d'oro
Duisburg 2005: medaglia d'oro
Kaohsiung 2009: medaglia d'oro
- Giochi del Commonwealth

Kuala Lumpur 1998: medaglia d'argento
Manchester 2002: medaglia d'argento
Melbourne 2006: medaglia di bronzo
Gold Coast 2018: medaglia d'argento
- Giochi del Pacifico

Santa Rita 1999: medaglia d'oro
Suva 2003: medaglia d'oro
Apia 2007: medaglia d'oro
Nouméa 2011: medaglia d'argento
Port Moresby 2015: medaglia d'oro
Apia 2019: medaglia d'oro
- Oceania Sevens: 4

2014, 2016, 2017, 2018

## Partecipazioni ai principali tornei internazionali
- 2016:  1º posto
- 2020:  1º posto
- 2024:  2º posto

- 1993:  semifinali
- 1997:  1º posto
- 2001:  semifinali
- 2005:  1º posto
- 2009: quarti di finale
- 2013:  3º posto
- 2018: 4º posto
- 2022:  1º posto

- 1999-00:  2º posto
- 2000-01:  3º posto
- 2001-02: 4º posto
- 2002-03:  3º posto
- 2003-04: 4º posto
- 2004-05:  2º posto
- 2005-06:  1º posto
- 2006-07:  2º posto
- 2007-08: 4º posto
- 2008-09:  2º posto
- 2009-10: 4º posto
- 2010-11: 4º posto
- 2011-12:  2º posto
- 2012-13:  3º posto
- 2013-14:  3º posto
- 2014-15:  1º posto
- 2015-16:  1º posto
- 2016-17:  3º posto
- 2017-18:  2º posto
- 2018-19:  1º posto
- 2019-20:  3º posto

- 1998:  2º posto
- 2002:  2º posto
- 2006:  3º posto
- 2010: n.p.
- 2014: n.p.
- 2018:  2º posto

1999:  1º posto
2003:  1º posto
2007:  1º posto
2011:  2º posto
2015:  1º posto
2019:  1º posto